# ژاپن پست هولدینگز

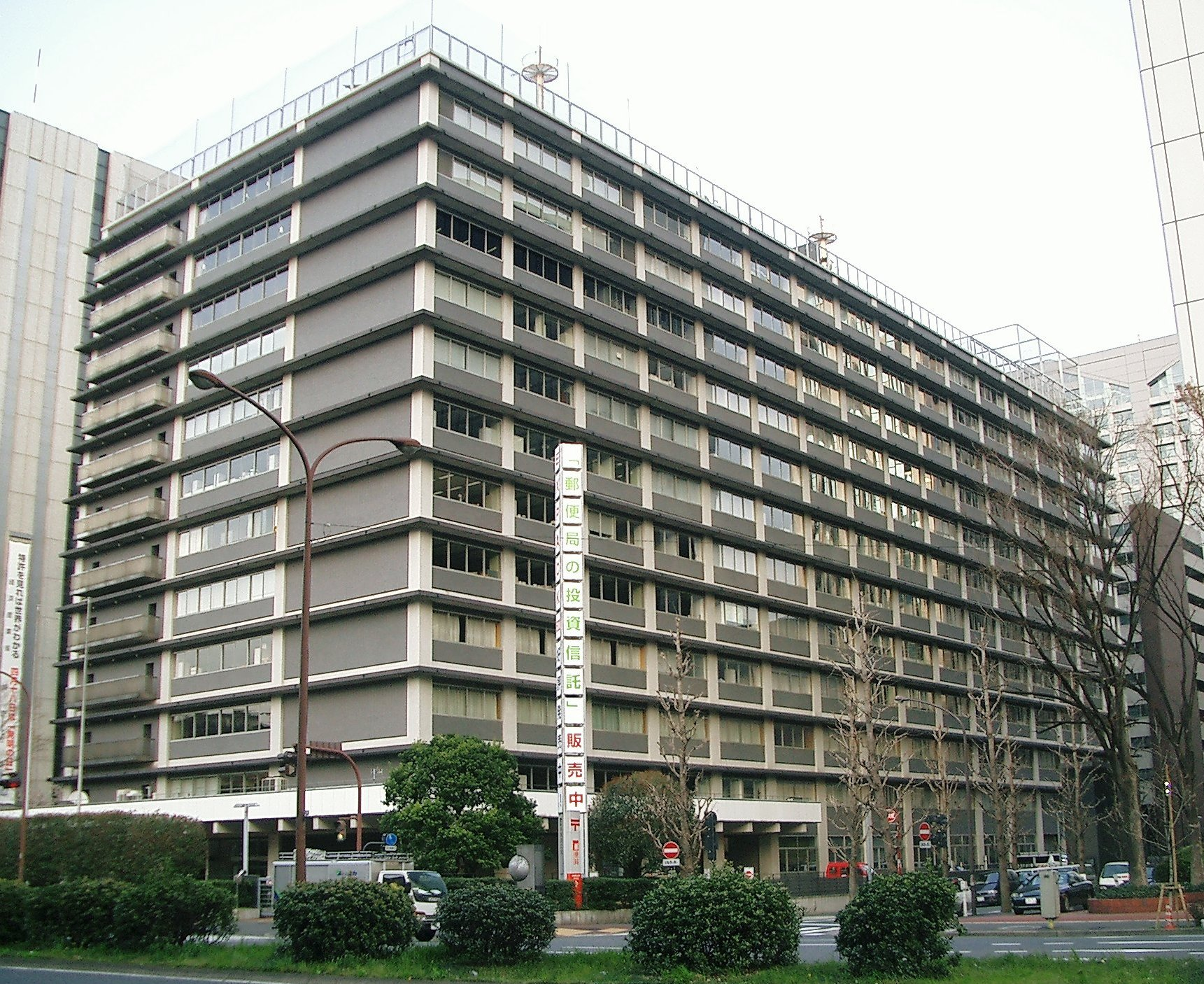
ساختمان مرکزی ژاپن پست هولدینگز، در شهر توکیو، ژاپن

ژاپن پست هولدینگز (به ژاپنی: 日本郵政株式会社) شرکت دولتی ارائه‌دهنده خدمات پستی و همچنین خدمات مالی، در کشور ژاپن می‌باشد. دفتر مرکزی آن در منطقه چیودا شهر توکیو واقع شده‌است.
ژاپن پست هولدینگز براساس برنامه خصوصی‌سازی دولت ژاپن، باید به‌طور کامل به بخش خصوصی واگذار می‌شد، ولی در حال حاضر، همچنان تحت مدیریت دولت ژاپن، اداره می‌شود.
در رتبه‌بندی سال ۲۰۱۱ در فهرست فورچون جهانی ۵۰۰ این شرکت، به عنوان نهمین شرکت بزرگ جهان انتخاب شد. در سال ۲۰۱۰ این شرکت، در رتبه ۷ لیست فورچون قرار داشت.

## تاریخچه
این شرکت در تاریخ ۲۳ ژانویه ۲۰۰۶ تأسیس شد. هر چند در عمل فعالیت خود را، در ماه اکتبر ۲۰۰۷ آغاز نمود. علت تأخیر نیز به راه‌اندازی مجدد شرکت پست ژاپن مربوط می‌شد.

## شرکت‌های تابعه
ژاپن پست هولدینگز، از چهار بخش اصلی تشکیل شده‌است، که هر بخش در اختیار یک شرکت تابعه قرار دارد. این شرکت‌ها عبارتند از:
- شرکت خدمات پستی ژاپن: به ارائه خدمات پستی و همچنین، نقل و انتقال محموله‌های پستی اشتغال دارد.
- شبکه پست ژاپن: دفاتر و ادارات پستی را مدیریت می‌نماید.
- پست بانک ژاپن: به ارائه خدمات بانکی می‌پردازد.
- شرکت بیمه ژاپن پست: ارائه انواع مختلف خدمات بیمه.[۶]